# Andrej Grafenauer
Andrej Grafenauer, slovenski kitarist in pedagog, * 26. junij 1958, Ljubljana.
Grafenauer je eden najvidnejših slovenskih kitaristov. Poučuje na Akademiji za glasbo v Ljubljani. Študiral je pri Tomažu Šeguli in Margi Bäuml Klasinc, izpopolnjeval pa se je pri Abelu Carlevaru. Izdal je več zgoščenk. Leta 2000 je prejel Betettovo nagrado. Grafenauer je bil med leti 2009 in 2017 dekan Akademije za glasbo Univerze v Ljubljani